# Mỏ đồng Rudna
Mỏ Rudna là mỏ đồng lớn thứ hai Châu Âu, nằm trong vùng Silesia của Ba Lan, trên biên giới với Đức và CH Séc, thuộc Polkowice, hạt Polkowicki, cách thủ đô Warsaw 350 km về phía tây nam. Mỏ đồng Rudna bắt đầu được khai thác từ năm 1974, do công ty nhà nước KGHM quản lý. Đây là một trong những khu dự trữ đồng và bạc lớn nhất ở Ba Lan, trữ lượng ước tính đạt 513 triệu tấn quặng trong đó sản lượng đồng đạt 1,78% và sản lượng bạc đạt 42 g/tấn. Sản lượng quặng hàng năm vào khoảng 13 triệu tấn, trong đó khai thác được 230.000 tấn đồng và 546 tấn bạc.
Vào ngày 20 tháng 3 năm 2013, sau một trận động đất xảy ra tối ngày 19/3 (giờ địa phương, rạng sáng ngày 20/3 theo giờ Việt Nam), 19 thợ mỏ Ba Lan đã được đưa ra khỏi hầm mỏ an toàn sau nhiều giờ bị mắc kẹt ở độ sâu 1.000 m dưới lòng đất. Đội cứu hộ đã mất 7 giờ đồng hồ để khoan một đường hầm qua những khối đá sập tới chỗ của những người thợ mỏ.
Vào ngày 29 tháng 11 năm 2016, một trận động đất mạnh 4,4 độ richter đã khiến 8 thợ mỏ thiệt mạng.